# 미원초등학교 설악분교
미원초등학교 설악분교는 대한민국 경기도 가평군 설악면 설곡리 660-4에 있었던 공립 초등학교이다.

## 연혁
- 1955년 4월 1일  방일국민학교 설곡분교장 인가(1학급)
- 1962년 3월 1일  설악국민학교로 인가
- 1964년 2월 10일  제1회 졸업식
- 1989년 3월 1일  미원국민학교 설악분교장으로 개편
- 1998년 8월 31일  폐교, 방일초등학교로 통폐합